# 隆懃
和硕肃良亲王隆懃（1840年9月28日—1898年3月22日），滿洲愛新覺羅氏。肅武親王豪格後裔、肅慎親王敬敏之孫、肅恪親王華豐第三子。第九代肅親王（1870年－1898年）。
同治元年（1862年），封隆懃為二等鎮國將軍。同治九年（1870年），在父親華豐逝世後，隆懃承襲肅親王爵位。光緒二十四年（1898年），隆懃逝世，年五十八。朝廷予以諡號「良」，由长子善耆承襲肃亲王爵位。

## 家庭

### 妻妾
- 嫡福晋钮祜禄氏，布政史常绩之女。光緒二十一年二月十七日子時去世[2]。
- 侧福晋李佳氏，披甲常林之女。原為庶福晉[3]。
- 侧福晋安佳氏，荫甲恩禄之女。原為庶福晉 [3]、妾媵。
- 侧福晋哈佳氏，哈二保之女。原為妾媵。

### 子
- 长子和硕肃忠亲王善耆（1866-1922），母侧福晋李佳氏，披甲常林之女
- 次子护军统领，镇国将军善豫（1868-1919），母侧福晋安佳氏，荫甲恩禄之女，同治七年生，民国八年卒，嫡妻赫舍里氏原任金衙道冀绶之女，妾张氏张铁之女，妾鲍氏，恩奎之女，十二子：第一子宪斌，第二子宪宽，第三子宪罔，第四子辅国将军宪靈，第五子宪曾，第六子宪鸿，第七子宪浚，第八子宪濱，第九子宪沁，第十子宪寳，第十一子宪庚，第十二子宪蛰
- 三子三等侍卫，镇国将军善亨（1868-1899），母侧福晋李佳氏，披甲常林之女，同治七年生，光绪二十五年卒，嫡妻叶赫那拉氏三等侍卫惠春之女，妾鲍氏恩庆之女，妾唐氏万恒之女，三子：第一子宪文，第二子宪荣，第三子辅国将军宪清
- 四子副都统，镇国将军善旌（1872-1909），母侧福晋哈佳氏，哈二保之女，同治十一年生，宣统元年卒，嫡妻费莫氏，原任理番左侍郎恩棠之女，妾金氏金德之女，一子：第一子辅国将军宪同

### 女
- 长女善坤，郡主，嫁贡桑诺尔布（乾清門行走、卓索圖盟頭等塔布囊）。
- 次女，嫁車林巴博（二等侍衛、汗阿林盟頭等台吉）。
- 第三女，郡君。
- 第四女，郡君。
- 第五女，嫁貢桑諾爾布。
- 第六女。